# Guerra turco-veneziana (1499-1503)
La guerra turco-veneziana del 1499-1503 o seconda guerra turco-veneziana è un conflitto combattuto tra l'Impero ottomano e la Repubblica di Venezia per il predominio nel Mediterraneo orientale.

## Antefatto
Dopo la guerra del 1463-1479 e il trattato di pace con cui Venezia rinunciava alla signoria sull'isola di Negroponte, Lemno e su molti centri della Morea, nonché su Scutari (assiduamente difesa), solo parzialmente compensato dall'acquisto del Regno di Cipro, la pace tra le due potenze del Levante mediterraneo si era mantenuta estremamente fragile. Le incursioni di pirati continuavano a infestare il Mediterraneo orientale e la stessa Dalmazia, mentre Venezia non si arrischiava a scacciarli per timore di provocare il Gran Turco. Nel 1480 il massacro di Otranto creò forti timori su un possibile attacco dei Turchi in Italia. Venezia ancora stremata dalla guerra conclusasi appena 10 anni prima persisteva nella sua neutralità.
Nel 1481 a Maometto II successe il figlio Bayezid II. Nonostante il Doge Agostino Barbarigo si affrettasse ad inviare ambasciatori per sondare la disposizione d'animo del nuovo sultano e per rinnovare i trattati di alleanza, nel gennaio 1483 fu costretta a ordinare al Capitano del Golfo Nicolò Pesaro di sbarrare il passo di Corfù e dell'Adriatico ai Turchi, anche a costo di ricorrere alla flotta di Ferdinando I di Napoli. Il 19 novembre 1498 giunse a Istanbul l'avogadore Antonio Zantani che, nonostante l'ottima accoglienza, poté constatare l'imminenza della guerra, con quasi duecento navi turche pronte a prendere il mare.
Il 14 aprile 1499 venne dunque nominato nuovo Capitano Generale da Mar Antonio Grimani, immediatamente inviato a presidiare Modone, Il re di Francia Luigi XII concesse a Venezia l'aiuto della sua flotta di Provenza, allora in navigazione verso Rodi.

## Il conflitto
Il 22 luglio 1499 la flotta turca lasciò Costantinopoli facendo rotta su Napoli di Romania, mentre le forze terrestri marciavano su Lepanto. I Veneziani, invece, si portarono all'isola di Sapienza con quarantasei galee sottili, diciassette galee grosse e quindici navi tonde. Tra il 12 e il 25 agosto le due flotte si affrontarono nella battaglia della Sapienza (conosciuta anche come prima battaglia di Lepanto) la prima combattuta con artiglierie a bordo delle navi. Nonostante l'intervento delle galee francesi, il disordine che regnava nella flotta veneziana non consentì di sfruttare le occasioni di vittoria, cosicché Lepanto, vedendo mancare il soccorso della flotta, si consegnò ai Turchi. Nella disfatta l'ammiraglio ottomano Kemal Reis affondò la galea di Andrea Loredan.
Il Grimani venne rimosso e sostituito da Melchiorre Trevisan, che giunse a Zante con l'ordine di trarlo in arresto. Dopo il processo, l'ex-ammiraglio venne confinato sulle isole di Cherso e Ossaro, in Dalmazia. Venne poi liberato e divenne Doge nel 1521.
Frattanto i Turchi effettuavano scorrerie in Friuli, come già accaduto nel precedente conflitto. Andrea Zantani Provveditore agli Stradioti si rifiutò di affrontarli in campo aperto e venne per questo confinato per quattro anni a Padova.
In tale situazione, il 27 ottobre 1499 venne inviato come ambasciatore Alvise Manenti per cercare la pace o quantomeno una tregua con i Turchi.
Di fronte al fallimento delle trattative, Venezia chiese aiuti in Europa, ma senza esito, solo la Spagna inviò una flotta, al comando di Don Consalvo di Cordova, che si unì all'armata veneziana di Benedetto Pesaro.
Nel frattempo nel 1500 la flotta ottomana bombarda Corfù e sconfigge una seconda volta la flotta Veneziana durante la Battaglia di Modone (o seconda Battaglia di Lepanto) dove i difensori, accorsi a festeggiare l'arrivo delle galee di soccorso, avevano lasciato sguarnite le difese quel tanto da consentire ai turchi un assalto vittorioso. In agosto, nel giro di pochi giorni, caddero le tre grandi fortezze di Modone, Corone, e Navarino.
L'arrivo del nuovo capitano generale Benedetto Pesaro giunse a Cefalonia con 18 galee, 25 galere e 10 piccole navi assieme ad una flotta spagnola comandata da Gonzalo de Cordoba e conquistò la capitale dell'isola e il locale castello di San Giorgio. Dopodiché venne riconquistata Zonchio, subito perduta per l'incapacità del comandante Carlo Contarini, poi decapitato per ordine del Pesaro.
Il 13 maggio 1501 venne stipulata un'alleanza (trattato di Buda) con Ladislao II del Regno d'Ungheria e Papa Alessandro VI, mentre il Pesaro si spingeva con gli Spagnoli sino ai Dardanelli e i Francesi assediavano Mitilene. Venne conquistata Santa Maura e sventata l'invasione di Cipro. L'alleanza con gli Ungheresi stabiliva un pagamento di 140 000 ducati all'anno a in cambio di un appoggio militare sui propri possedimenti in Dalmazia.
Nel 1501 cade Durazzo nell'Albania Veneta.

## Epilogo
La pace fu finalmente conclusa e giurata, sul Corano dal sultano a Costantinopoli il 20 marzo 1503 e sul Vangelo dal doge Agostino Barbarigo a Venezia il 20 maggio
1503. Il trattato di pace del 1503 sanciva che gli Ottomani si impadronivano di Modone e Corone, di Santa Maura (o Leucade) e di Alessio, abbandonando Napoli di Románia, Navarino, Malvasia, Cefalonia e Zante, contro un tributo annuo di 500 ducati d'oro.